# Roy Jonathans
Roy Jonathans (Enschede, 13 april 1980) is een Nederlandse choreograaf en creative director. In 2024 won hij een Musical Award in de categorie ‘Beste choreografie’ voor Boni de Musical, een voorstelling over de gelijknamige Surinaamse verzetsstrijder in de voormalige Nederlandse kolonie. 

## Biografie
Jonathans is geboren in Enschede en heeft een Nederlandse moeder en een Indonesische vader. Op jonge leeftijd gaf hij streetdance-les op verschillende dans- en sportscholen in Twente en met zijn danceteam won hij verschillende nationale en Europese kampioenschappen.
Jonathans volgde zijn opleiding aan de Lucia Marthas Dansacademie en deed onder andere stages bij het Hollands Showballet, de musical Saturday Night Fever (Joop van den Ende Theaterproducties) en Musicals in Ahoy'. Daarnaast behaalde hij in India een certificaat in Bollywood-dans en volgde hij dansconventies in Engeland, Canada, Mexico en Amerika.
In 2004 startte Jonathans een carrière in de commerciële danswereld als uitvoerend danser en verscheen op tv bij TMF en MTV en in televisieprogramma's zoals Idols en X Factor. Daarna was hij met name werkzaam als choreograaf en creative director.

## Commercieel werk
Jonathans creëert choreografieën voor shows, events en tv-commercials in opdracht van bedrijven zoals Nike, KPN en McDonald's. Op televisie was hij verscheidende keren te zien als gastchoreograaf in het eerste seizoen van So You Think You Can Dance. Ook choreografeerde hij acts voor Holland's Got Talent, Italia's Got Talent en Das Supertalent.
Naast zijn werk in de commerciële danswereld, stond Jonathans jarenlang aan het roer van het Albeda Danscollege in Rotterdam als dansdocent en was hij 10 jaar lang artistiek leider van de theatershows. Tijdens zijn afscheid werd Jonathans op het toneel toegesproken door de Amerikaanse choreografe Tina Landon.

## Musicals
In 2021 debuteert Jonathans als musicalchoreograaf toen hij door regisseur Koen van Dijk werd benaderd voor de musical Spring Awakening, een productie door OpusOne. Sindsdien heeft hij meerdere musicals op zijn naam staan. In de zomer van 2024 maakte Jonathans zijn entree in België als choreograaf van het openlucht muziekspektakel Jeanne d'Arc, geproduceerd door Historalia.
Naast het choreograferen van musicals, werkt Jonathans ook als (gast)docent en choreograaf voor de musicalopleidingen van Codarts, Fontys Hogeschool voor de Kunsten en de Frank Sanders Academie.
| Jaar | Titel                               | Regie                             | Organisatie                                     |
| ---- | ----------------------------------- | --------------------------------- | ----------------------------------------------- |
| 2025 | Brel                                | Servé Hermans                     | Albert Verlinde Theater & Verhaak Entertainment |
| 2025 | 1830                                | Luc Stevens                       | Historalia                                      |
| 2025 | Willem & Frieda: Roze Verzet        | Daniël Cohen                      | OpusOne                                         |
| 2025 | Koud Vuur (i.s.m. Jockey Latukolan) | Daniël Cohen i.s.m. Jonathans     | OpusOne                                         |
| 2025 | Elisabeth de Musical                | Frank van Laecke                  | Albert Verlinde Theater                         |
| 2024 | De Mol en de Paradijsvogel          | Daniël Cohen                      | OpusOne                                         |
| 2024 | Jeanne d'Arc                        | Luc Stevens i.s.m. Brigitte Derks | Historalia                                      |
| 2024 | Into the Woods                      | Koen van Dijk                     | Fontys Academy of the Arts                      |
| 2023 | Boni de Musical                     | Stanley Burleson                  | Stichting Doewet en Het Zuidelijk Toneel        |
| 2023 | Spring Awakening (tour)             | Koen van Dijk                     | OpusOne                                         |
| 2023 | De Mol en de Paradijsvogel          | Daniël Cohen                      | OpusOne                                         |
| 2021 | Spring Awakening                    | Koen van Dijk                     | OpusOne                                         |